# Малишевська Аліна Юріївна
Аліна Юріївна Малише́вська (нар. 24 січня 1964, Київ — пом. 16 вересня 2008, Київ) — українська художниця; член Спілки художників України з 1995 року. Дочка художника Юрія, сестра художника Івана Малишевських. Дружина художника Валерія Сюрхи.

## З біографії

Могила Аліни Малишевської, Байкове кладовище

Народилася 24 січня 1964 року в місті Києві (нині Україна). 1988 року закінчила Київський художній інститут. Жила у Києві, в будинку на провулку Липському, № 3, квартира № 17. Померла в Києві на 45-му році життя 16 вересня 2008 року. Похована разом з родиною на Байковому кладовищі (ділянка № 49а, 50°25′1.48″ пн. ш. 30°30′4.52″ сх. д. / 50.4170778° пн. ш. 30.5012556° сх. д.).

## Творчість
Працювала у галузях станкової графіки у техніках офорту, темпери, літографії та станкового живопису. У романтично-реалістичному стилі створювала пейзажі, портрети, натюрморти. Серед робіт:
графіка
- «Пісня» (1986);
- «Театр і час» (1988);
- «Весна» (1990; 1993);
- триптих «Театр», «Літо», «Осінь» (1991);
- «Володимир Висоцький» (1991);

живопис
- «Маргарита» (1992);
- «Молодий чоловік» (1992);
- «Дві сестри» (1992);
- «Мавка» (1993);
- «Офелія» (1993);
- «Смерть П'єро» (1994);
- «Морське диво» (1994);
- «Дзвіночки» (1995);
- «Ікар» (1995);
- «Автопортрет» (1995);
- «Цариця Ніч» (1995);
- «Маки» (1995);
- «Останній сніг» (1997);
- «Осінь (Автопортрет)» (1999);
- «Київський фонтан» (2003);
- «Літній день» (2005);
- «Сімейна пара» (2005).

Брала участь у всеукраїнських, міжнародних мистецьких виставках з початку 1990-х років.